# Aporrhais pespelecani
Aporrhais pespelecani (nomeada, em inglês, common pelican's-foot. ou simplesmente pelican's-foot; em português: pé-de-pelicano ou bandeira; em castelhano: pie de pelícano; em catalão: peu de pelicà; em francês: pied de pélican; em italiano: zamarugola; em servo-croata: pelikanovo stopalo; em alemão: pelikanfuß) é uma espécie de molusco gastrópode marinho do nordeste do Atlântico, pertencente à família Aporrhaidae, na ordem Littorinimorpha. Foi classificada por Carolus Linnaeus, em 1758, descrita em sua obra Systema Naturae como Strombus pespelecani. É nativa de profundidades da zona nerítica entre 5 e 180 metros, nas costas da Islândia e Noruega até o oeste do mar Mediterrâneo, incluindo ilhas Britânicas, mar Báltico e mar do Norte; com espécimes atingindo o mar Negro, ao leste, o mar de Barents, ao norte, e o Marrocos, ao sul. Trata-se de uma espécie presente no território português, incluindo a zona económica exclusiva, sendo a mais conhecida do gênero Aporrhais da Costa, 1778

## Descrição da concha e animal
Conchas dotadas de constituição frágil, chegando até pouco mais de 5 centímetros de comprimento, quando desenvolvidas; de espiral moderadamente alta e cônica, com voltas dotadas de calosidades e suturas (junção entre as voltas) muito impressas. O lábio externo possui uma grande expansão alar, mais ou menos desenvolvida e característica, dotada de três projeções pontudas e ausente em conchas com menos de oito voltas; com seu canal sifonal, por vezes alongado, sendo tomado por uma quarta projeção. A coloração é esbranquiçada, amarelada, alaranjada ou salmão, às vezes com manchas arroxeadas. Interior e columela brancos. Opérculo muito pequeno, córneo e elipsoidal, com bordas lisas. Focinho longo; tentáculos cefálicos longos, cilíndricos, com olhos na base; machos com pênis tentaculiforme, atrás do tentáculo direito. Pé com margem anterior dividida em dois gumes.

## Habitat e hábitos
Aporrhais pespelecani é encontrado em habitats bentônicos com lama, lodo, cascalho e areia, e suas conchas são frequentemente levadas às praias, na zona entremarés. Se alimentam de detritos de origem vegetal. Suas conchas vazias podem servir de moradia para o verme Sipuncula da espécie Phascolion strombus (Montagu, 1804) .